# Club Voleibol Haro
Club Voleibol Haro – żeński klub piłki siatkowej z Hiszpanii. Swoją siedzibę ma w Haro. Występuje w Superliga Femenina de Voleibol. Został założony w 1996.